# Zygmunt Kasperski
Zygmunt Kasperski (ur. 4 kwietnia 1944 w Niżborgu Nowym) – polski matematyk, informatyk, specjalizujący się w analizie numerycznej; nauczyciel akademicki związany z Politechniką Opolską.

## Życiorys
Urodził się w 1944 roku w Niżborgu Nowym, w dawnym województwie tarnopolskim. Po zakończeniu II wojny światowej osiedlił się z rodziną na Dolnym Śląsku. Po ukończeniu szkoły średniej podjął studia matematyczne na Wydziale Matematyki, Fizyki i Chemii Uniwersytetu Wrocławskiego, które ukończył w 1969 roku magisterium. Bezpośrednio po ukończeniu studiów podjął pracę jako asystent w Politechnice Częstochowskiej, przenosząc się w 1972 roku do Opola, gdzie znalazł zatrudnienie w Ośrodku Techniki Obliczeniowej Wyższej Szkoły Inżynieryjnej. W 1976 roku uzyskał stopień naukowy doktora nauk matematycznych na Politechnice Gdańskiej. Potem pracował jako adiunkt w Zakładzie Matematyki, przekształcony w Katedrę Matematyki i Zastosowań Informatyki Politechniki Opolskiej.
Na Politechnice Opolskiej pełnił szereg istotnych funkcji organizacyjnych. W latach 1990–1996 przez dwie kadencje był prorektorem Wyższej Szkoły Inżynieryjnej w Opolu (od 1996 pod nazwą Politechnika Opolska) do spraw studenckich. W 1993 roku został kierownikiem Zakładu Matematyki. Następnie w latach 1996-1999 sprawował funkcję dyrektora Instytutu
Matematyki, Fizyki i Chemii Politechniki Opolskiej, który następnie został przekształcony w Wydział Edukacji Technicznej i Informatycznej. W 1999 roku został ponownie powołany na stanowisko prorektora Politechniki Opolskiej. Tym razem zajął się sprawami organizacyjnymi na uczelni. Funkcję tę pełnił do 2002 roku.
Jest autorem i współautorem ponad 60 publikacji naukowych, w tym 2 monografii i 1 skryptu, systemów i programów komputerowych do obliczeñ naukowych, projektowych oraz do zarządzania przedsiębiorstwem. Był przewodniczącym Rady Informatycznej przy Sejmiku Samorządowym Województwa Opolskiego (1991-1992). Za swoją działalność otrzymał liczne nagrody i odznaczenia, w tym Złoty Krzyż Zasługi, Odznakę za Zasługi dla Miasta Opola, Odznakę Zasłużonemu Opolszczyźnie.